# 埃德加·赖斯·巴勒斯
埃德加·赖斯·巴勒斯（英語：Edgar Rice Burroughs，1875年9月1日—1950年3月19日）为美国著名的科幻小说家，出生于美国伊利诺伊州芝加哥。

## 生平
1875年，巴勒斯出生在美国伊利诺伊州芝加哥，父亲乔治·泰勒·巴勒斯，是一个美国南北战争中幸存者，从事商业；母亲玛丽·埃瓦林·巴勒斯，巴勒斯名字的中间名来自奶奶玛丽·赖斯·巴勒斯的中间名。
1891年，芝加哥爆发流感，使得正在读书的巴勒斯和其他同学被迫回家，他用自制的竹筏在爱荷华州游玩。后来，他考取密歇根军事学院。1895年，巴勒斯去参军，体检时被诊断出患有心脏病，1897年，他被军队开除了。
1899年，巴勒斯去父亲的公司工作。1900年，他和艾玛·赫伯特结婚。1904年，巴勒斯离开了父亲的公司。
1911年，巴勒斯开始了小说写作生涯，一连创作了《反朴归真》、《火星公主》、《人猿泰山》、《泰山之子》、《猿朋豹友》等脍炙人口的作品，直到逝世。

## 作品
- 1918年，《人猿泰山》（泰山出世），Tarzan of the Apes，2011年，世界图书出版公司，ISBN 9787510036446。
- 1920年，《泰山之子》，The Son of Tarzan。
- 1936年，《泰山逃亡》，Tarzan Escapes。
- 1938年，《泰山的复仇》，Tarzan's Revenge。
- 1939年，《泰山得子》，Tarzan Finds a Son!。
- 1941年，《泰山的秘密宝藏》，Tarzan's Secret Treasure。
- 1943年，《泰山沙漠遇险》，Tarzan's Desert Mystery。
- 1947年，《泰山和女猎人》，Tarzan and the Huntress。
- 1949年，《泰山的魔法泉》Tarzan's Magic Fountain。
- 1950年，《泰山与女奴》，Tarzan and the Slave Girl。
- 1951年，《泰山遇险》，Tarzan's Peril。
- 1953年，《泰山与女魔头》，Tarzan and the She-Devil。
- 1958年，《泰山与狩猎者》，Tarzan and the Trappers。
- 1959年，《泰山擒凶记》，Tarzan's Greatest Adventure。
- 1960年，《被时间遗忘的土地》，The Land That Time Forgot。
- 2011年，《异星战场》，凤凰出版社，2012年，ISBN 9787550611719。

## 迪士尼泰山裡的愛德加·萊斯·巴勒斯
在迪士尼動畫電影「泰山」（Tarzan）的衍伸作品電視動畫「泰山傳奇」（The Legend of Tarzan）裡的某集中出現，在故事中他以愛德（Ed）「愛德加」的愛稱一個作家的身分來到非洲，是為了寫一部小說的靈感。經由海關的雷納·杜蒙（Renard Dumont）的介紹，他在叢林裡找到泰山。並和泰山進行訪談，將訪談的內容寫成小說。實際上他就是「人猿泰山」（Tarzan of the Apes）的本作者，故事以虛實交合的方式（泰山實際為巴勒斯筆下的虛構人物，但在這裡其人物卻和巴勒斯見過面）把「泰山」的故事，敘說的好像作者曾經見過泰山本人一樣，而寫下關於他的一系列故事。

迪士尼電視動畫《泰山傳奇》（巴勒斯遇見泰山的場面）